# São João Nepomuceno (navio)
O San Juan Nepomuceno foi um navio de linha da Armada Espanhola, entre 1766 e 1805. Estava artilhado com setenta e quatro canhões. Foi capturado na Batalha de Trafalgar. Era o navio mais velho de 74 canhões em serviço em Trafalgar.

## Construção
Foi construído em Guarnizo (Cantabria) em 1766, juntamente com cinco outros navios com características semelhantes desenhado por Francisco Gautier. Seus navios-irmãos foram o San Pascual, San Francisco de Asis, San Lorenzo, Santo Domingo e o San Agustín.
Desde a sua construção provou ser muito veloz, ainda que pouco ágil nas manobras fechadas apesar de seu casco revolucionário. No entanto, ele foi designado para desempenhar funções de exploração ou de caça a embarcações menores.
Quando do lançamento do navio San Ildefonso, em 1785, verificou-se que o San Ildefonso era um navio acima da sua classe na manobrabilidade e na velocidade. O San Ildefonso permaneceria com o San Juan Nepomuceno em quase todas as operações realizadas por ambos ao longo de sua existência.

## Marcos importantes doSan Juan Nepomuceno

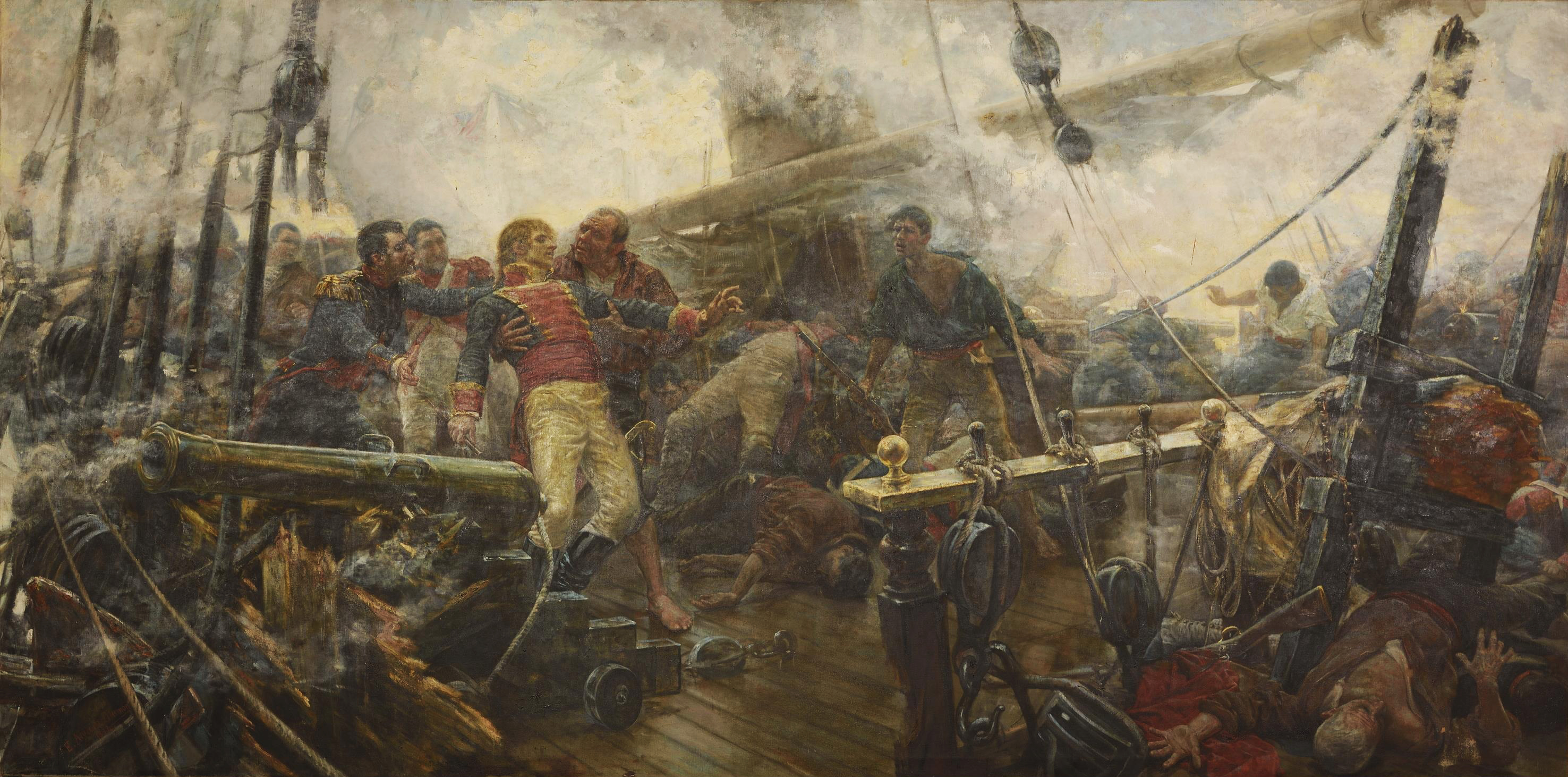
Morte de Cosme de Churruca, de Eugenio Álvarez Dumont, museu do Prado

- Em 1767 desempenhou sua primeira missão, ao escoltar até aos Estados Pontifícios aos barcos com os jesuitas, banidos da  Espanha pelo governo de Carlos III naquele ano.

- Em 1781-1783 desenvolveu ações nas águas do Caribe, coincidindo com um período de hostilidades entre Espanha e Inglaterra. Chegou a ser o carro-chefe da frota que partiu para a conquista de Pensacola e capturou a fragata britanica London no curso das  operações.

- Em 1793 entrou em aguas mediterrâneas, de onde participou na guerra contra a França revolucionária, conflito no qual a Espanha, foi aliada da Inglaterra.

- Em 1797 esteve presente na Batalha do Cabo de São Vicente contra uma frota inglesa, embora ele não tenha entrado em combate, assim como outros 13 dos 35 navios espanhóis presentes. O resultado foi uma derrota relativa espanhola.

- Em 1803 Cosme de Churruca passou a ser capitão do barco, destacado homem da marinha e militar e um dos homens mais ilustres da  Armada Espanhola desta época.

- Em 1805, o San Juan Nepomuceno tomou parte junto com o resto da frota hispano-francesa na Batalha de Trafalgar, na qual foi capturado após render-se e foi levado a base de Gibraltar pela frota inglesa. Foi um dos últimos barcos a render-se, se bateu a princípio contra dois navios ingleses e mais tarde contra quatro, quando outros navios espahóis e franceses já haviam abandonado a luta. Seu capitão, Cosme de Churruca, ferido de morte, proibiu a seus oficiais render-se e ordenou continuar a luta. Seu segundo comandante, Francisco de Moyna, também acabou morto. Finalmente, ao alcançar os 100 mortos e 150 feridos a bordo, o oficial no comando ordenou a rendição do navio. Neste momento, é possível que o San Juan tivesse seis navios ingleses o bombardeando.

- Após a batalha de Trafalgar, foi tomado a serviço da Gran Bretanha como HMS San Juan e serviu como pontão em Gibraltar durante muitos anos e como lugar de recepção de autoridades a partir de 1808. Em honra ao valor de Cosme de Churruca, se colocou uma placa com seu nome na cabina que ele havia ocupado enquanto permaneceu a bordo, e se ordenou que todos os que entrassem, tirassem o chapéu para mostrar respeito a um adversário aguerrido. Acabou sendo vendido e demolido em 1818.